# علیرضا منصوریان
علیرضا منصوریان (زادهٔ ۱۱ آذر ۱۳۵۰ در تهران)، بازیکن پیشین و سرمربی فوتبال اهل ایران است.
منصوریان برای باشگاه‌هایی چون پارس خودرو، استقلال تهران، اشکودا یونان، آپولون اسمیرنیس و سن پائولی بازی کرده‌است.
منصوریان به‌همراه تیم ملی فوتبال ایران در جام جهانی ۱۹۹۸ فرانسه حضور یافت. وی همچنین به‌همراه تیم ملی ایران مقام سوم جام ملت‌های آسیا در سال ۱۹۹۶ و مدال طلای بازی‌های آسیایی در سال ۱۹۹۸ را به‌دست آورد.

## دوران بازی
منصوریان فوتبال را به صورت رسمی و از سال ۱۳۶۶ در تیم بنیاد شهید تهران آغاز کرد و بعد از ۲ فصل بازی در این تیم برای گذراندن خدمت سربازی در سال ۱۳۷۰ به تیم فجر سپاه تهران پیوست.
پس از پایان خدمت سربازی و به دلیل درخشش در تیم فجر سپاه، در سال ۱۳۷۲ راهی تیم تازه تأسیس و متمول پارس خودرو شد.
منصوریان در ۲۷ خرداد ۱۳۸۷ پس از بازی پایانی و قهرمانی در جام حذفی به همراه تیم استقلال، از فوتبال خداحافظی کرد. لقب او در میان هواداران استقلال «علی منصور» است.

## آکادمی فوتبال استقلال
منصوریان پس از کناره‌گیری از بازی، از سوی علی فتح‌الله‌زاده مدیر عامل باشگاه، به‌عنوان رئیس آکادمی فوتبال باشگاه استقلال منصوب شد.
در بهمن ماه ۱۳۸۷ پس از بازی تیم زنان استقلال با تیم نوجوانان این باشگاه که زیر نظر آکادمی اداره می‌شود، از سوی کمیته انضباطی باشگاه استقلال به پنج میلیون تومان جریمه نقدی و توبیخ کتبی محکوم شد. در پی این ماجرا تیم فوتبال زنان استقلال منحل شد.

## دوران مربیگری

### استقلال تهران
وی در تاریخ ۱۱ خرداد ۱۳۹۵ به عنوان سرمربی استقلال تهران و جانشین پرویز مظلومی انتخاب شد. همچنین در ۲۹ شهریور ۹۶ از سرمربیگری استقلال استعفا داد.
سنگین ترین شکست استقلال در آسیا در این دوره رقم خورد.استقلال با باخت ۶ بر ۱ مقابل العین رکورد سنگین‌ترین شکست تیم‌های ایرانی در آسیا را که قبلا با باخت ۵ بر ۱ به الغرافه در اختیار پرسپولیس بود از آن خود کرد. 

### مربیگری در تیم ملی
منصوریان در سال ۲۰۱۱ همراه با تیم ملی ایران به جام ملت‌های آسیا ۲۰۱۱ اعزام شد که در آنجا به‌عنوان دستیار افشین قطبی اجرای مسئولیت می‌کرد.
همچنین، پس از جدایی افشین قطبی از تیم ملی ایران، او به عنوان سرمربی موقت در برابر تیم ملی روسیه حاضر شد. در آن دیدار ایران توانست با نتیجهٔ ۱–۰ روسیه را شکست دهد.
او همچنین در بازیهای مقدماتی المپیک ۲۰۱۲ سرمربی تیم ملی امید ایران و دستیار سرمربی تیم ملی ایران بود. که به دلیل بازی دادن به کمال کامیابی نیای دو اخطاره مقابل عراق موجب حدف ایران از مسابقات شد. 
محمدامین حاج‌محمدی بازیکن وقت تیم نفت تهران در رابطه با تیم ملی امید در زمان مربیگری او گفته‌است: «ما ۳ سال در تیم امید با علیرضا منصوریان به عنوان سرمربی بودیم و حتی با تیم‌های اروپایی هم بازی کردیم اما یک باخت نداشتیم.»

## آمار

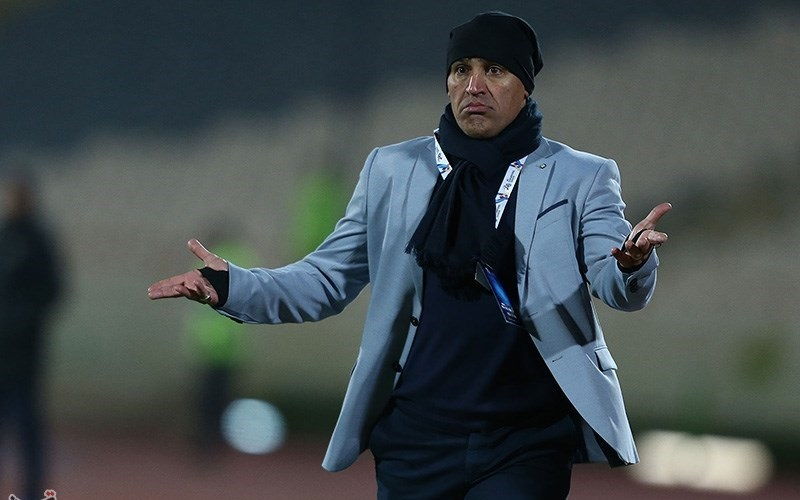
منصوریان در حال مربی‌گری نفت تهران در برابر الجیش در لیگ قهرمانان آسیا

### آمار باشگاه‌ها
| عملکرد  | عملکرد          | عملکرد         | لیگ  | لیگ |
| فصل     | باشگاه          | لیگ            | بازی | گل  |
| یونان   | یونان           | یونان          | لیگ  | لیگ |
| ------- | --------------- | -------------- | ---- | --- |
| ۹۹–۱۹۹۸ | اسکودا زانتی    | آلفا اتنیکی    | ۲۳   | ۰   |
| ۲۰–۱۹۹۹ | آپولون اسمیرنیس | آلفا اتنیکی    | ۷    | ۱   |
| آلمان   | آلمان           | آلمان          | لیگ  | لیگ |
| ۰۱–۲۰۰۰ | سن پائولی       | بوندس‌لیگا      | ۱۱   | ۰   |
| ۰۲–۲۰۰۱ | سن پائولی       | بوندس‌لیگا      | ۴    | ۰   |
| ایران   | ایران           | ایران          | لیگ  | لیگ |
| ۸۲–۱۳۸۱ | استقلال تهران   | لیگ برتر ایران | ۱۶   | ۰   |
| ۸۳–۱۳۸۲ | استقلال تهران   | لیگ برتر ایران | ۱۴   | ۲   |
| ۸۴–۱۳۸۳ | استقلال تهران   | لیگ برتر ایران | ۲۶   | ۲   |
| ۸۵–۱۳۸۴ | استقلال تهران   | لیگ برتر ایران | ۲۵   | ۰   |
| ۸۶–۱۳۸۵ | استقلال تهران   | لیگ برتر ایران | ۲۳   | ۲   |
| ۸۷–۱۳۸۶ | استقلال تهران   | لیگ برتر ایران | ۲۶   | ۲   |
| کشور    | ایران           | ایران          | ۱۳۰  | ۸   |
| جمع     | جمع             | جمع            | ۱۷۵  | ۹   |

### آمار مربیگری
تا تاریخ ۲۰ سپتامبر ۲۰۱۷
| تیم              | از             | تا              | نتایج | نتایج | نتایج | نتایج | نتایج  | نتایج    | نتایج | نتایج |
| تیم              | از             | تا              | بازی  | برد   | مساوی | باخت  | گل زده | گل خورده | +/-   | برد % |
| ---------------- | -------------- | --------------- | ----- | ----- | ----- | ----- | ------ | -------- | ----- | ----- |
| پاس همدان        | ۶ ژوئیه ۲۰۰۹   | ۴ اکتبر ۲۰۰۹    | ۱۰    | ۱     | ۳     | ۶     | ۹      | ۱۶       | ۷−    | ۰۱۰   |
| ایران            | ۲۲ ژانویه ۲۰۱۱ | ۹ فوریه ۲۰۱۱    | ۱     | ۱     | ۰     | ۰     | ۱      | ۰        | ۱+    | ۱۰۰   |
| زیر ۲۳ سال ایران | ۲۸ آوریل ۲۰۱۱  | ۱۷ فوریه ۲۰۱۲   | ۳     | ۲     | ۰     | ۱     | ۳      | ۳        | ۰+    | ۰۶۷   |
| زیر ۲۲ سال ایران | ۱ مارس ۲۰۱۲    | ۲ ژانویه ۲۰۱۴   | ۱۴    | ۱۲    | ۱     | ۱     | ۳۳     | ۱۱       | ۲۲+   | ۰۸۶   |
| نفت تهران        | ۱ ژوئن ۲۰۱۴    | ۱ ژوئن ۲۰۱۶     | ۷۷    | ۳۹    | ۲۰    | ۱۸    | ۱۱۲    | ۷۳       | ۳۹+   | ۰۵۱   |
| استقلال          | ۱ ژوئن ۲۰۱۶    | ۲۰ سپتامبر ۲۰۱۷ | ۵۰    | ۲۶    | ۱۳    | ۱۱    | ۷۶     | ۵۱       | ۲۵+   | ۰۵۲   |
| جمع              | جمع            | جمع             | ۱۵۵   | ۸۱    | ۳۷    | ۳۷    | ۲۳۳    | ۱۵۳      | ۸۰+   | ۰۵۲   |

## افتخارات

### بازیکن
استقلال
- لیگ فوتبال ایران
  - قهرمان (۲): ۱۳۷۶، ۸۵–۱۳۸۴
  - نایب قهرمان (۱): ۸۳–۱۳۸۲
- جام حذفی
  - قهرمان (۲): ۷۵–۱۳۷۴، ۸۷–۱۳۸۶
  - نایب قهرمان (۱): ۸۳–۱۳۸۲

### سرمربی
نفت تهران
- جام حذفی نایب قهرمانی: ۹۴–۱۳۹۳

استقلال
- لیگ برتر خلیج فارس نایب قهرمانی: ۹۶–۱۳۹۵